# Barkow Leibinger Architekten
Barkow Leibinger Architekten est une agence d'architecture américano-allemande basée à Berlin. Son nom provient des noms des deux architectes fondateurs : Frank Barkow (1957) et Regine Leibinger (1963).

## Associés
Frank Barkow a étudié à la Montana State University et à l’Université Harvard. Il a enseigné à l'Architectural Association à Londres, à l'Université Cornell, l'Université Harvard, la Staatliche Akademie der Bildenden Künste Stuttgart (Académie des Beaux-arts de Stuttgart) et à l'EPFL, École polytechnique fédérale de Lausanne. Regine Leibinger a étudié à l'Université Harvard à Berlin et a enseigné à l'Architectural Association School of Architecture à Londres et à l'Université Harvard. Elle est Professeur de Construction et de design à l'Université technique de Berlin depuis 2006.

## Projets
- Tour Total à Berlin, 2012
- Maison M1 Vauban, Freiburg im Breisgau, 2012
- Bayer Schering Pharma - plan directeur du site, Berlin, 2010
- Trumpf - centre de développement, Ditzingen, 2009
- Trumpf - immeuble de bureaux avec ateliers de formation, Hettingen, 2009
- Trumpf - Laser Factory, Farmington, Connecticut, États-Unis, 2008
- Trumpf - porte principale, Ditzingen, 2007
- Trutec - immeuble de bureaux avec salle d'exposition, Séoul, Corée, 2006
- Trumpf - centre de formation avec cantine, Neukirch, 2005
- Grüsch - Grüsch Pavillon I et II, Suisse, 2001/2004
- Ditzingen - Centre de distribution, stockage et services, 2003
- Biosphäre Potsdam, 2001
- Trumpf - centre d'accueil clients et Training Center, Farmington, Connecticut, États-Unis, 1999
- Centre de la Jeunesse et garderie, Berlin Buchholz, 1997/1998

## Prix
- Holcim Awards 2011 for Europe - Acknowledgement Prize
- 13th Architectural Record Good Design is Good Business Award 2011
- AIA Institute Honor Awards for Architecture, 2010, 2008, 2006, 1999
- DAM Preis für Architektur in Deutschland, 2009
- Marcus Prize for Architecture 2007, Milwaukee, Wisconsin
- Deutscher Architekturpreis, Anerkennung, 2005
- BDA-Preis – Architektur in Brandenburg, 2004
- Hugo-Häring-Preis, 2003
- Deutscher Fassadenpreis 2000

## Publications
- An Atlas of Fabrication, Hrsg. Pamela Johnson, AA Publication, Londres, 2009
- Reflect - Building in the Digital Media City, Seoul, Korea, Hrsg. Andres Lepik, Hatje Cantz, Ostfildern, 2007
- Barkow Leibinger Architects C3  Hrsg. Uje Lee, Séoul, Corée, 2007
- Barkow Leibinger Architects Works | Opere BY 7, Hrsg. Marcella Gallotta, Melfi: Casa Editrice Librìa, 2004
- Werkbericht 1993-2001 / Workreport Barkow Leibinger, Hrsg. George Wagner, Basel Birkhäuser, 2001
- Cultivating the Landscape, Hrsg. Galerie Aedes Berlin, Ausstellungskatalog, 1999